# Primera B 1957
Het seizoen 1957 van de Primera B was het zestiende seizoen van deze Uruguayaanse voetbalcompetitie op het tweede niveau.

## Teams
Er namen acht ploegen deel aan de Primera B in dit seizoen. IA Sud América was vorig seizoen vanuit de Primera División gedegradeerd, zes ploegen handhaafden zich op dit niveau en CA Progreso promoveerde vanuit de Divisional Intermedia.
Zij kwamen in plaats van het gepromoveerde CA Fénix en het gedegradeerde Uruguay Montevideo FC.
| Club                        | Stad       | Stadion                              | Vorig seizoen |
| --------------------------- | ---------- | ------------------------------------ | ------------- |
| CA Bella Vista              | Montevideo | Parque José Nasazzi                  | 5e            |
| Club Canillitas del Uruguay | Montevideo | Onbekend                             | 4e            |
| Central FC                  | Montevideo | Estadio Parque Palermo               | 2e            |
| Colón FC                    | Montevideo | Estadio Parque Dr. Carlos Suero      | 6e            |
| CS Miramar                  | Montevideo | Blengio Salvio                       | 7e            |
| CA Progreso                 | Montevideo | Parque Miguel Campomar               | 1e (Int.)     |
| CA River Plate              | Montevideo | Estadio Parque Federico Omar Saroldi | 3e            |
| IA Sud América              | Montevideo | Estadio Parque Carlos Ángel Fossa    | 10e (1ª)      |

## Competitie-opzet
Alle ploegen speelden driemaal tegen elkaar. De kampioen promoveerde naar de Primera División. De ploeg die over de laatste twee seizoenen de slechtste resultaten had behaald degradeerde naar de Divisional Intermedia.
De beste competitiestart was voor Central FC, dat begon met een gelijkspel tegen CS Miramar, maar vervolgens driemaal op rij won. Ondanks een nederlaag tegen CA Bella Vista in de vijfde speelronde bleef Central aan de leiding, maar na een nederlaag in de zevende speelronde tegen Club Canillitas del Uruguay moesten ze die koppositie delen met promovendus CA Progreso. Na het eerste deel van de competitie volgden Canillitas en degradant IA Sud América in het kielzog van Central en Progreso. De rode lantaarn was voor Bella Vista, dat alleen van Central had kunnen winnen.
Nadat alle ploegen in het linkerrijtje hadden gewonnen in de achtste speelronde won Central de daaropvolgende wedstrijd met 4–1 van Progreso en werden ze weer de enige koploper. Die leidende positie moesten ze twee wedstrijden later echter afstaan aan Sud América, van wie ze met 2–1 verloren. De nieuwe koploper Sud América zou in het middelste deel van de competitie uiteindelijk maar één punt laten liggen: tegen CA River Plate speelden ze gelijk, de overige zes duels werden gewonnen. Na twee derde van de competitie had Sud América een marge van vijf punten op zowel Central als Progreso. Bella Vista stond nog steeds onderaan het klassement.
Na afloop van het middelste competitiedeel werd Progreso uit de competitie gezet door het Consejo de Neutrales. Al hun resterende wedstrijden werden daardoor automatisch toegekend aan de tegenstander. Hierdoor bleef Central over als enige achtervolger van Sud América, maar ze slaagden er niet in om dichterbij te komen. In de achttiende speelronde won Sud América de onderlinge wedstrijd tegen Central met 3–1. Hierdoor waren ze door niemand meer te achterhalen. De Naranjitas keerden daarmee direct terug naar de Primera División.
De strijd tegen degradatie werd ook voortijdig beslist: ondanks dat Progreso geen punten meer kon halen was het twee wedstrijden voor het einde al duidelijk dat Bella Vista er niet meer in kon slagen om hen of het laaggeplaatste Miramar in te halen. In 1950 had Bella Vista nog op het hoogste niveau gespeeld, maar zeven jaar later daalden de Papales af naar de Divisional Intermedia. Het was voor het eerst sinds hun debuutjaar 1921 dat Bella Vista zo laag op de competitieladder zou spelen. Progreso zou in 1958 weer gewoon toegelaten worden tot de competitie.

### Eindstand
|    | Club                        | Sp. | W  | G | V  | Pnt. | DV | DT | DS  |
| -- | --------------------------- | --- | -- | - | -- | ---- | -- | -- | --- |
| 1. | IA Sud América              | 20  | 13 | 4 | 3  | 32   | 46 | 23 | +23 |
| 2. | Central FC                  | 20  | 11 | 3 | 6  | 27   | 42 | 32 | +10 |
| 3. | Club Canillitas del Uruguay | 20  | 9  | 3 | 8  | 23   | 35 | 32 | +3  |
| 4. | Colón FC                    | 20  | 6  | 7 | 7  | 21   | 25 | 23 | +2  |
| 5. | CA River Plate              | 20  | 7  | 5 | 8  | 21   | 31 | 32 | –1  |
| 6. | CS Miramar                  | 20  | 6  | 3 | 11 | 17   | 28 | 41 | –13 |
| 7. | CA Progreso                 | 14  | 7  | 2 | 5  | 16   | 23 | 26 | –3  |
| 8. | CA Bella Vista              | 20  | 3  | 3 | 14 | 11   | 22 | 43 | –21 |

### Legenda
| Kleur | Kwalificatie voor                   |
| ----- | ----------------------------------- |
|       | Promotie naar Primera División 1958 |

| Winnaar Primera B 1957  |
| ----------------------- |
| IA Sud América 3e titel |

### Degradatie
Een ploeg degradeerde naar de Divisional Intermedia; dit was de ploeg die over de laatste twee jaar het minste punten had verzameld in de competitie. Aangezien IA Sud América (gedegradeerd uit het hoogste niveau) en CA Progreso (gepromoveerd vanuit het derde niveau) vorig seizoen nog niet in de Primera B speelden, telden hun behaalde punten in dit seizoen dubbel.
|    | Club                        | Sp. | 1956 | 1957 | Tot. |
| -- | --------------------------- | --- | ---- | ---- | ---- |
| 1. | IA Sud América              | 20  | –    | 32   | 64   |
| 2. | Central FC                  | 41  | 29   | 27   | 56   |
| 3. | Club Canillitas del Uruguay | 41  | 23   | 23   | 46   |
| 4. | CA River Plate              | 41  | 24   | 21   | 45   |
| 5. | Colón FC                    | 41  | 16   | 21   | 37   |
| 6. | CS Miramar                  | 41  | 16   | 17   | 33   |
| 7. | CA Progreso                 | 14  | –    | 16   | 32   |
| 8. | CA Bella Vista              | 41  | 17   | 11   | 28   |

### Legenda
| Kleur | Degradatie naar            |
| ----- | -------------------------- |
|       | Divisional Intermedia 1958 |

## Topscorers
De topscorerstitel werd gedeeld door J. Berrueta, Reiné Brasil en Alberto Chagas die elk tienmaal scoorden voor hun club.
| №  | Speler         | Club(s)        | Goals |
| -- | -------------- | -------------- | ----- |
| 1. | J. Berrueta    | Central FC     | 10    |
| 1. | Reiné Brasil   | CA River Plate | 10    |
| 1. | Alberto Chagas | IA Sud América | 10    |